# Фененна Куявская
Фененна Куявская (пол. Fenenna Kujawska; ок. 1276 — 1295, Буда) — дочь князя Иновроцлавского Земомысла, племянница Владислава Локетека, первая супруга короля Венгрии и Хорватии Андраша III.

## Биография
Родители Фененны, князь Земомысл Иновроцлавский (ок. 1245—1287) и Саломея, дочь померанского князя Самбора II, поженились в 1268 году. Фененна родилась не позднее 1276 года, и была, вероятно, старше трёх своих братьев. Необычное имя для девочки было взято из Библии: так звали вторую жену Елкана, отца пророка Самуила.
Взошедший на венгерский престол в июле 1290 года Андраш III нашёл союзника в лице Владислава Локетека, боровшегося за первенство в Польше. Владислав помог Андрашу III разбить Карла Мартелла Анжуйского, также претендовавшего на корону Венгрии. В свою очередь, венгры помогали Владиславу в борьбе с Вацлавом Чешским и Генрихом Глоговским. Союз Андраша III и Владислава Локетека был закреплён браком венгерского короля и племянницы Владислава, Фененны, опекуном которой тот был. Свадьба состоялась осенью 1290 года. В 1292 году у супругов родилась единственная дочь Елизавета.
Источники не сохранили известия о дате смерти королевы Фененны. Известно, что уже в 1296 году Андраш III женился на Агнессе Австрийской. Таким образом, считается, что Фененна умерла в 1295 году. Место её захоронения неизвестно. Смерть королевы положила конец союзу Владислава Локетека и Андраша III, который вскоре заключил соглашение с противником Владислава Вацлавом II Чешским. В 1298 году дочь Андраша и Фененны Елизавета была обручена с наследником чешского короля, будущим Вацлавом III. Однако в 1301 году Андраш умер, и этот брак не состоялся.
Ян Длугош сообщает, что некая Фененна была обвенчана с Иштваном V. Однако это известие историки признают ошибочным. Иштван V умер ещё до рождения Фененны Куявской.